# République constitutionnelle
Une république constitutionnelle désigne, au XIXe siècle, une forme de république basée sur une constitution qui permette la séparation des pouvoirs.

## Concept

### République constitutionnelle et parlementarisme
L'expression de « république constitutionnelle » est utilisée lors de la Révolution française pour désigner tout régime basé sur une constitution, qui reconnaisse la nécessité de la séparation des pouvoirs et d'une représentation nationale. Elle s'oppose alors à la république militaire, dirigée par des chefs militaires.
L'expression est notamment utilisée par Édouard Lefebvre de Laboulaye, dans un sens proche de la « république conservatrice » d'Adolphe Thiers,. Il soutient en 1871 que « La République qui convient à la France, c'est celle qui ressemble au gouvernement de l'Amérique et de la Suisse ; je la qualifie d'un mot : c'est la République constitutionnelle ». Il s'agit alors d'exprimer une forme républicaine de gouvernement basée sur une séparation des pouvoirs et une élection des représentants (démocratie représentative).
Le terme est utilisé pour désigner une république parlementaire. Jules Ferry écrit que « désormais le langage courant abandonnera le terme de « République constitutionnelle » pour celui de « République parlementaire », ce qui, à terme, en restreindrait le sens ».

### République constitutionnelle et domination de classe
Chez Karl Marx, l'expression de « république constitutionnelle » renvoie à la forme bourgeoise de la république, c'est-à-dire la république représentative,. Il écrit notamment que « la République constitutionnelle, sortie des mains des républicains bourgeois en tant que formule idéologique creuse, devient dans les mains des royalistes coalisés une forme vivante et riche de contenu ». Autrement dit, s'il se dit républicain et respectueux des libertés, ce régime est une extension de la domination bourgeoise sur les classes prolétariennes.

### République constitutionnelle et régime constitutionnel
Paul Reveillère écrit sous le pseudonyme de Paul Brandat en 1871 le livre République constitutionnelle. L'expression décrit les États-Unis d'Amérique en ce que le pays paraissait un modèle de régime basé sur une constitution.

### République constitutionnelle par opposition à la république des conseillers
Paul Alliès mobilise l'expression de République constitutionnelle par opposition à la République des conseillers. Il critique ainsi ce qu'il perçoit comme le poids de la haute fonction publique par rapport aux contre-pouvoirs que doivent être les assemblées.